# الجريمة والعقاب (فلم)
الجريمة والعقاب فيلم مصري مأخوذ عن رائعة فيودور دوستويفسكي الجريمة والعقاب أنتج الفيلم في عام 1957 والفيلم يختلف اختلاف كلي عن الرواية الأصلية من حيث تناول الأسماء والأماكن والشخصيات.

## قصة الفيلم
«أحمد حسني» شاب ثائر على القدر وعلى نفسه، والسبب هو الفقر. يرعى أمه وأخته نبيلة، ولديه عزة نفس عالية ويكره المجاملات.
يذهب أحمد إلى بيت دلالة مرابية عجوز «أم هلال» ويقتلها ويسرقها عمدًا، ويقتل أختها «قمر» من غير قصد، بعد الجريمة يصاب «أحمد» بحالة من الخوف الشديد ويمرض بسبب ذلك. وفي ليلة من الليالي يذهب «أحمد» إلى الخمارة ويشرب الخمر لأول مرة ثم يخرج سكراناً ويذهب من غير وعيه إلى منزل القتيلة، فيرى العمال يعملون فيها فيشير من غير وعيه إلى مكان الدم، وبذلك يفضح نفسه فتحوم حوله الشكوك. يحاول المحقق «محمود فهمي» أن يضيق عليه الخناق بالأدلة حينًا وبقوة شخصيته حينًا آخر حتى ينهار ويعترف، وفي النهاية يقوم «أحمد» بتسليم نفسه لقسم الشرطة بعد أن اطمأن على أخته «نبيلة» وزوّجها لصديقه في الدراسة «حسين».

## الطاقم
المخرج: إبراهيم عمارة
- شكري سرحان
- ماجدة
- شلاضيمو
- حسن الدويني
- محسن حسنين (النقاش)
- محمود المليجي (وكيل النيابة)
- شفيق نور الدين (الخمورجي)
- عبد المنعم إبراهيم (صديق أحمد (البطل))
- عبد الغني قمر (تاجر الخردة (العريس))
- سلوى محمود
- ثريا حسن
- عزة وحيد
- زكريا صالح
- سامية محسن
- آمال سالم
- زهرة العلا
- نجمة إبراهيم (رهنه الدهب)
- زينب صدقي (أم نبيل)
- روحية خالد
- محمد سليمان
- أنور زكي
- عباس الدالي
- سيد العربي
- عبد العظيم كامل
- زكى الحرامى
- فخرى فرج

## وصلات
- شاهد الفيلم

## روابط خارجية
- مقالات تستعمل روابط فنية بلا صلة مع ويكي بيانات